# Llista de reis de Jerusalem
El Regne de Jerusalem fou creat pels prínceps cristians el 1099 al final de la Primera Croada després que s'haver-se apoderat de la ciutat. El regne fou, doncs, un dels Estats Llatins d'Orient; no sempre, però, els reis de Jerusalem posseïren la ciutat que donava nom al seu regne. La fi del regne s'esdevingué el 1291, quan els musulmans recuperaren la ciutat d'Acre, darrer baluard dels croats a Terra Santa.

## 1099-1187: El regne estava establert a Jerusalem
- 1099-1100: Jofré de Bouillon (sota el títol de Protector del Sant Sepulcre)

- 1100-1118: Balduí I († 1118), comte d'Edessa, germà de l'anterior (el primer a usar el títol de rei de Jerusalem)

casat en primeres noces amb Godehilda de Tosny († 1097)

casat en segones noces amb Arda, armènia, a qui repudià

casat(1113) en terceres noces amb Adelaida de Savona de la qual s'hagué de separar el 1117.
- 1118-1131: Balduí II († 21 d'agost de 1131), comte d'Edessa, cosí de l'anterior

casat amb Mòrfia de Malatia
durant la captivitat de Balduí II :
- 1123-1123: regència d'Eustaqui I de Sidó
- 1123-1124: regència de Guillem I de Bures

- 1131-1143: Melisenda de Jerusalem (1101 † 1161), filla de Balduí II conjuntament amb el seu marit Folc V el Jove, amb qui ella s'havia casat el 1129

- 1143-1162: Balduí III (1131 † 1163) fill de Folc d'Anjou i de Melisanda

casat (1158) amb Teodora Comnena.
- 1143-1152: regència de Melisanda de Jérusalem

- 1162-1174: Amalric I (1136 † 1174) germà de Balduí III

casat el (1158) amb Agnès de Courtenay, de la qual se separà el 1162

casat el (1167) amb Maria Comnena (1154 † 1217)
- 1174-1185: Balduí IV el Leprós (1161 † 1185), fill d'Amalric I i d'Agnès de Courtenay

- 1185-1186: Balduí V (1177 † 1186), fill de Guillem de Montferrat i de Sibil·la de Jerusalem, filla d'Amalric I. Regnà sota la regència de Ramon III, comte de Trípoli.

- 1186-1190: Sibil·la de Jerusalem (1159 † 1190), conjuntament amb el seu marit Guiu de Lusignan (1160 † 1194)

Jerusalem fou conquerida pels musulmans el 20 de setembre de 1187. El nom de regne de Jerusalem es continuarà usant per referir-se al regne croat de Terra Santa, tot i que serà només entre 1229 i 1244 que Jerusalem tornarà a formar part del regne.

## 1187-1291: El regne de Sant Joan d'Acre
Malgrat la pèrdua de Jerusalem, van continuar les lluites internes entre els marits de les dues filles d'Amalric I. El 1192, s'arribà a l'acord pel qual Guiu de Lusignan rebé el regne de Xipre i Conrad de Montferrat, allò que quedava de l'antic regne de Jerusalem, el qual tenia la seva capital a Sant Joan d'Acre.
- 1190-1192 : regnat personal de Guiu de Lusignan, contestat per la seva cunyada Isabel i el seu marit Conrad I de Montferrat.

- 1190-1206: Isabel I (1171 † 1206), filla d'Amalric I i de Maria Comnena, conjuntament amb els seus diferents marits

- 1190-1192: Conrad I de Montferrat (1146 † 1192)
- 1195-1197: Enric I de Jerusalem i II de Xampanya, comte de Xampanya (1166 † 1197)
- 1197-1205: Amalric II de Lusignan († 1205) rei de Xipre com a hereu del seu germà Guiu, el rival de 1190

- 1206-1212: Maria de Montferrat (1191 † 1212) filla de Conrad de Montferrat i d'Isabel de Jerusalem

- entre 1205 i 1210 sota la regència de Joan d'Ibelin
- a partir de 1210 juntament amb el seu marit Joan de Brienne (1170 † 1237)

- 1212-1225 : regnat personal de Joan de Brienne

- 1225-1228: Isabel II (1211 † 1228), filla de Joan de Brienne i de Maria de Montferrat, juntament amb el seu marit l'emperador Frederic II

- 1228-1232 : regnat personal de Frederic I de Jerusalem i II Emperador.

- 1232-1254: l'emperador Conrad II de Jerusalem i IV d'Alemanya (1228 † 1254), fill de Frederic II i d'Isabel II de Jerusalem.

El 1232, els senyors s'alliberaren de les forces de Frederic II i organitzaren un govern col·legial en què la idea de l'existència d'un regne era purament nominal. Aquest govern va estar dominat per:
- 1232-1236: Joan d'Ibelin
- 1236-1247: Balian d'Ibelin

mort aquest darrer, va viure's una situació d'anarquia excepte en el període:
- 1250-1254 sota l'administració de Lluís IX de França.

- 1254-1268: Conradí o Conrad III de Jerusalem (1252 † 1268), fill de Conrad IV i d'Elisabet de Baviera, en realitat, però, mai no va anar al regne i continuà l'anarquia senyorial imposada des de 1232.

Paral·lelament, diferents membres de la família reial es proclamaren regents, sense assumir-ne veritablement el govern:
- 1232-1246: Alícia de Xampanya, filla d'Enric de Xampanya i d'Isabel I de Jerusalem, casada amb Hug I, rei de Xipre
- 1246-1253: Enric I de Lusignan, rei de Xipre, fill d'Hug I rei de Xipre i d'Alícia de Xampanya
- 1253-1261: Plasència d'Antioquia, la seva vídua, en nom del seu fill Hug II de Xipre
- 1261-1264: Isabel de Lusignan, filla d'Hug I rei de Xipre et d'Alícia de Xampanya, en nom d'Hug II
- 1264-1268: Hug III de Poitiers-Lusignan, rei de Xipre, fill d'Enric de Poitiers i d'Isabel de Xipre, regent en nom d'Hug II, després en nom seu a la mort del seu cosí (1267)

El 1268, a la mort de Conradí, dos cosins seus reivindicaren el tron :
- Hug I de Jerusalem, rei de Xipre com Hug III, qui intentà governar el regne de Jerusalem des de 1269 fins a 1276, però davant de l'oposició dels barons, va abandonar el propòsit, tot i conservar el títol reial. El seu fill Enric II de Xipre regnà des de 1286 fins 1291.
- Maria d'Antioquia, filla de Bohemon IV d'Antioquia i de Melisenda de Lusignan, filla aquesta d'Amalric II, rei de Xipre i d'Isabel I. El 1277, va vendre's els drets sobre el regne Carles I d'Anjou, qui intentà prendre possessió del regne.

- 1269-1276: Hug I de Jerusalem, III de Xipre de la casa de Poitiers-Lusignan, rei titular des de 1268 fins a 1284.

- 1278-1285: Carles I d'Anjou

- Joan I de Xipre, rei titular des de 1284 fins a 1285

- 1286-1291: Enric II de Jerusalem i de Xipre de la casa de Poitiers-Lusignan, rei titular de 1285 fins a 1306

El 1291, Sant Joan d'Acre, darrer bastió llatí a Palestina, fou presa pels musulmans amb la qual cosa va desaparèixer el regne. D'ençà d'aleshores, diferents prínceps europeus usaren o reivindicaren el títol de rei de Jerusalem, el qual, malgrat el seu prestigi, no tenia cap valor.